# Frantisekia
Frantisekia ist eine Gattung der Stielporlingsverwandten (Polyporaceae). Sie wurde erstmals 2007 beschrieben; ihren Namen trägt sie zu Ehren des tschechischen Mykologen František Kotlaba.

Frantisekia umfasst insgesamt drei Arten von Pilzen, die zuvor den Porenschwämmen (Poria), Antrodiella und den Weißporlingen (Tyromyces) zugeordnet wurden und als Saprophyten leben. Die Typusart, nach der die Gattung beschrieben wurde, ist Frantisekia fissiliformis (vormals Poria fissiliformis).

## Merkmale

### Fruchtkörper
Die Pilze der Gattung bilden einmal im Jahr Fruchtkörper aus, die weiß oder ockerfarben sind und eine fleischige Konsistenz besitzen. Bei Trocknung verfärben sie sich und werden brüchig. Die Fruchtkörper sind hutförmig, breit und zurück- oder hochgebogen. Die Fruchtschicht ist schwammartig; die Röhren sind stark herablaufend und verfügen über kleine Poren (6 bis 10 pro Millimeter).

### Mikroskopische Merkmale
Das Pilzfleisch der Frantisekia-Arten ist pseudodimitisch, das heißt, es besteht aus generativen Hyphen, die der Reproduktion des Fleisches dienen, sowie Pseudoskeletthyphen, die dem Fruchtkörper Festigkeit verleihen.
Die generativen Hyphen verfügen über Schnallen, ihre Wände sind dünn bis leicht dicklich. Unter dem Mikroskop erscheinen sie hyalin oder leicht gelblich. In der Trama oder auch in den Röhren sind abgeflachte pseudoskelettale Hyphen vorhanden, die, anders als echte Skeletthyphen, über wenige Schnallen und dicke Septa verfügen und somit generative Hyphen darstellen; sie sind zudem sind leicht cyanophil.
Die Pilze verfügen nicht über Zystiden, jedoch bisweilen über pseudozystidische Strukturen, sogenannte Zystidiolen. Die Basidien sind schlank und keulenförmig, mit vier Sporen besetzt und verfügen über Schnallen. Die länglich-ellipsoiden bis zylinderförmigen Basidiosporen reagieren weder mit Melzers Reagenz noch mit Baumwollblau.

### Schadbild
Auf Hartholz rufen Pilze der Gattung Weißfäule hervor. Dabei wird das Holz faserig und stockig, es bleicht stark aus. Um die befallenen Bereiche verlaufen dunkle Linien, die sie vom Rest des Holzes abgrenzen. Im Endstadium des Befalls löst sich das Holz immer stärker auf und bekommt eine schwammige Konsistenz.

## Ökologie und Verbreitung
Frantisekia befällt Totholz und ernährt sich vom Ligninanteil des Holzes. Die drei bekannten Arten sind holarktisch (F. fissiliformis), westpaläarktisch (F. fissliformis und F. mentschulensis), ostpaläarktisch (F. ussurii) verbreitet.

## Systematik

### Äußere Systematik
Die äußere Systematik von Frantisekia ist derzeit noch ungeklärt. Spirin und Zmitrowitsch sehen in bestimmten morphologischen Strukturen wie den fleischigen Fruchtkörpern, den angewachsenen Röhren oder dünnwandigen Hyphen einen Hinweis auf eine nahe Verwandtschaft zur Gattung Ceriporiopsis. Da letztere jedoch sehr heterogen ist und womöglich mehrere Gattungen enthält, ist auch dieses Verhältnis nicht eindeutig.

### Innere Systematik
Frantisekia umfasst nach Spirin und Smitrowitsch drei Arten:
- Frantisekia fissiliformis (syn. Antrodiella fissiliformis)
- Frantisekia mentschulensis (syn. Tyromyces aurantiacus)
- Frantisekia ussurii (syn. Poria ussurii)

## Etymologie
Die Gattung wurde von Iwan Smitrowitsch und Wjatscheslaw Spirin nach František Kotlaba anlässlich dessen 80. Geburtstags im Jahr 2007 benannt. Die Veröffentlichung der Erstbeschreibung erfolgte in einer Kotlaba gewidmeten Ausgabe von Česká Mykologie.

## Verweise